# Niphargus toplicensis
Niphargus toplicensis is een vlokreeftensoort uit de familie van de Niphargidae. De wetenschappelijke naam van de soort is voor het eerst geldig gepubliceerd in 1966 door Andreev.